# Ударний (Еврейска автономна област)
Ударний (на руски: Ударный) е станция (населен пункт) в Облученски район на Еврейската автономна област в Русия. Влиза в състава на Облученското градско селище. Няма постоянно население.

## География
Станцията се намира на малката река Лиственичная (ляв приток на Хинган).
През населеното място преминава автомобилния път Чита – Хабаровск и Транссибирската магистрала.
Разстоянието до районния център, град Облучие, e около 6 км (на запад).

## Инфраструктура
Между железопътната станция Ударний и Облучие се намира Облученският тунел, а между Ударний и Лагар-Аул – Лагараулските тунели.